# Імунологічна толерантність
Імунологічна толерантність — властивість імунної системи специфічно не реагувати на конкретний антиген.
Порушення імунної толерантності до власних антигенів приводить до розвитку аутоімунних захворювань.
Хронічна відсутність імунологічної толерантності по відношенню до плоду може призвести до безпліддя.

## Історія
У 1953 році Пітер Медавар, Руперт Білінгем і Леслі Брент ввели ембріонам або новонародженим білим мишам ( реципієнтам) суспензію клітин кісткового мозку від іншої лінії мишей — чорних (донорів). На другому місяці життя лінії білих мишей робили пересадку шкіри від мишей чорних і клапоть не відторгався (що відбувалося протягом 10-12 діб в контрольних дослідах). Толерантність, яка спостерігалась П.Медаваром, існувала, поки донорський кістковий мозок персистував в організмі реципієнта. Якщо з часом він відторгався, то зникала і толерантність до однойменних шкірних трансплантатів. У 1960 р Пітер Медавар і Ф. Бернет отримали Нобелівську премію з фізіології та медицини.

## Механізми
В організмі ссавців існують центральна та периферійна імунна толерантність. При дозріванні Т-лімфоцитів у тимусі відбувається негативна селекція, в результаті якої виживають лише клітини, імунотолерантні до власних антигенів.